# Sybrodoius tippmanni
Sybrodoius tippmanni là một loài bọ cánh cứng trong họ Cerambycidae.